# Richa Chadda
Richa Chadda (Amritsar, 18 dicembre 1986) è un'attrice indiana.

## Filmografia parziale
- Oye Lucky! Lucky Oye!, regia di Dibakar Banerjee (2008)
- Gangs of Wasseypur – Part 1, regia di Anurag Kashyap (2012)
- Gangs of Wasseypur – Part 2, regia di Anurag Kashyap (2012)
- Fukrey, regia di Mrighdeep Singh Lamba (2013)
- Shorts, registi vari (2013)
- Goliyon Ki Raasleela Ram-Leela, regia di Sanjay Leela Bhansali (2013)
- Tamanchey Charre, regia di Navneet Behal (2014)
- Words with Gods, registi vari (2014)
- Tra la terra e il cielo (Masaan), regia di Neeraj Ghaywan (2015)
- Main Aur Charles, regia di Prawaal Raman (2015)
- Sarbjit, regia di Omung Kumar (2016)
- Jia Aur Jia, regia di Howard Rosemeyer (2017)
- Fukrey Returns, regia di Mrighdeep Singh Lamba (2017)
- 3 Storeys, regia di Arjun Mukerjee (2018)
- Daas Dev, regia di Sudhir Mishra (2018)
- Love Sonia, regia di Tabrez Noorani (2018)
- Ishqeria, regia di Prerna Wadhawan (2018)
- Cabaret, regia di Kaustav Narayan Niyogi (2019)
- Section 375, regia di Ajay Bahl (2019)
- Panga, regia di Ashwiny Iyer Tiwari (2020)
- Shakeela, regia di Indrajit Lankesh (2020)
- Madam Chief Minister, regia di Subhash Kapoor (2020)

## Premi
- Filmfare Awards
  - 2013: "Best Actress (Critics)", "Best Actress"[1]
- Screen Awards
  - 2014: "Best Performance in a Comic Role"
- Stardust Awards
  - 2015: "Editor's Choice Performer of the Year"
- Indian Film Festival Of Melbourne
  - 2018: "Best Supporting Performance"
- London Indian Film Festival
  - 2018: "Outstanding Achievement Award"